# Kanton Montrevault
Der Kanton Montrevault war von 1790 bis 2015 ein französischer Wahlkreis im Arrondissement Cholet, im Département Maine-et-Loire und in der Region Pays de la Loire; sein Hauptort war Montrevault. Mit Wirkung im Jahre 2015 wurde der Kanton aufgelöst und seine Gemeinden in den Kanton Beaupréau überführt.
Der Kanton umfasste Wahlberechtigte aus folgenden elf Gemeinden:
| Gemeinde                   | Einwohner Jahr | Fläche km² | Bevölkerungsdichte | Code INSEE | Postleitzahl |
| -------------------------- | -------------- | ---------- | ------------------ | ---------- | ------------ |
| La Boissière-sur-Èvre      | 420 (2013)     | –          | – Einw./km²        | 49033      | 49110        |
| Chaudron-en-Mauges         | 1471 (2013)    | –          | – Einw./km²        | 49083      | 49110        |
| La Chaussaire              | 803 (2013)     | –          | – Einw./km²        | 49085      | 49600        |
| Le Fief-Sauvin             | 1666 (2013)    | –          | – Einw./km²        | 49137      | 49600        |
| Le Fuilet                  | 1949 (2013)    | –          | – Einw./km²        | 49145      | 49270        |
| Montrevault                | 1294 (2013)    | –          | – Einw./km²        | 49218      | 49110        |
| Le Puiset-Doré             | 1182 (2013)    | –          | – Einw./km²        | 49252      | 49600        |
| Saint-Pierre-Montlimart    | 3404 (2013)    | –          | – Einw./km²        | 49313      | 49110        |
| Saint-Quentin-en-Mauges    | 1059 (2013)    | –          | – Einw./km²        | 49314      | 49110        |
| Saint-Rémy-en-Mauges       | 1485 (2013)    | –          | – Einw./km²        | 49316      | 49110        |
| La Salle-et-Chapelle-Aubry | 1331 (2013)    | –          | – Einw./km²        | 49324      | 49110        |